# Pea (Tonga)
Pea (auch: Bea, Paa) ist ein Ort in der Inselgruppe Tongatapu im Süden des pazifischen Königreichs Tonga.
Im Jahr 2021 hatte Pea 1991 Einwohner.

## Geographie
Der Ort liegt am Südwestufer der Fangaʻuta Lagoon im Distrikt Vaini zwischen Koloua und Haʻateiho an der Taufaʻahau Road. Im Westen schließt sich Tokomololo an.
Im Ort gibt es die Kirchen „Church of Jesus Christ of Latter-day Saints“ und „Palokia Pea Tonga“.

## Klima
Das Klima ist tropisch heiß, wird jedoch von ständig wehenden Winden gemäßigt. Ebenso wie die anderen Orte der Tongatapu-Gruppe wird Pea gelegentlich von Zyklonen heimgesucht.